# هارديك بانديا
هارديك بانديا (مواليد 11 أكتوبر 1993) هو لاعب كريكت هندي يلعب حالياً في نادي كجرات تايتانز.